# Somatidia flavidorsis
Somatidia flavidorsis là một loài bọ cánh cứng trong họ Cerambycidae.